# Municipio de Trenton (Iowa)
El municipio de Trenton (en inglés: Trenton Township) es un municipio ubicado en el condado de Henry en el estado estadounidense de Iowa. En el año 2010 tenía una población de 467 habitantes y una densidad poblacional de 4,96 personas por km².

## Geografía
El municipio de Trenton se encuentra ubicado en las coordenadas 41°2′18″N 91°39′45″O / 41.03833, -91.66250. Según la Oficina del Censo de los Estados Unidos, el municipio tiene una superficie total de 94.22 km², de la cual 93,23 km² corresponden a tierra firme y (1,04 %) 0,98 km² es agua.

## Demografía
Según el censo de 2010, había 467 personas residiendo en el municipio de Trenton. La densidad de población era de 4,96 hab./km². De los 467 habitantes, el municipio de Trenton estaba compuesto por el 99,57 % blancos, el 0,43 % eran asiáticos. Del total de la población el 1,07 % eran hispanos o latinos de cualquier raza.